# Apamea lysis
Apamea lysis là một loài bướm đêm trong họ Noctuidae.